# کراس کریک (فیلم)
کراس کریک (انگلیسی: Cross Creek) فیلمی به کارگردانی مارتین ریت است که در سال ۱۹۸۳ منتشر شد.
الفری وودارد توانست به‌خاطر بازی در این فیلم برای دریافتِ جایزه اسکار بهترین بازیگر نقش مکمل زن نامزد شود.

## بازیگران
- مری استینبورگن
- ریپ تورن
- پیتر کایوتی
- الفری وودارد
- دانا هیل
- جوانا مایلز
- کری گوفی
- جی او. ساندرس
- مالکوم مک‌داول